# Acrocercops synclinias
Acrocercops synclinias là một loài bướm đêm thuộc họ Gracillariidae. Nó được tìm thấy ở Indonesia (Java) và Malaysia (West Malaysia).
Ấu trùng ăn Saraca declinata và Saraca thaipingensis. Chúng có thể ăn lá nơi chúng làm tổ.